# Cyclops Peak
Der Cyclops Peak (englisch für Zyklopenspitze) ist ein dreieckiger Berg im ostantarktischen Enderbyland. Er ragt am nördlichen Ende der Dismal Mountains auf.
Luftaufnahmen und Vermessungen im Rahmen der Australian National Antarctic Research Expeditions zwischen 1956 und 1958 dienten seiner Kartierung. Benannt ist er nach einem runden Fleck aus hellem Gestein, der ihn kennzeichnet und an den einäugigen Zyklopen aus der griechischen Mythologie erinnern lässt.